# Kesselsdorf
Kesselsdorf er en kommune i Sachsen i Tyskland og en del af byen Wilsdruff. Den ligger nær hovedbyen Dresden.
Landsbyen er kendt for det afgørende slag ved Kesseldorf mellem Østrig og Preussen den 15. december 1745 under den østrigske arvefølgekrig.

## Kendte personer
- Paul Daniel Longolius (1704-1779), forfatter
- Johann Christian Klengel (1751-1824), maler